# كونكاتسو !
كونكاتسو! (باليابانية: 婚カツ!) مسلسل تلفزيوني كوميدي رومانسي. تدور أحداثه حول رجل في منتصف الثلاثينيات عاطل عن العمل يدعى امياما كونيوكي. يجد وظيفة تتطلب شخصًا متزوجًا لذا يضطر إلى الكذب وأنه لديه خططًا للزواج ويستمر في التمثيلية بالتعاون مع توبيتا هارونو. العلاقة بين الاثنين هي مفتاح هذه الكوميديا الرومانسية على الرغم من أن المسلسل يركز أيضًا على الأسرة والصداقة من خلال تفاعلات ناكاي مع الشخصيات الأخرى.
دور اويدا
شقيق كونيوكي، فتى مسالم ولطيف، ويحلم أن يحصل على وظيفة لتصفيف الشعر

## الممثلون
نكاي ماساهيرو في دور امياما كونيوكي
ويتو آيا في دور هيدا هارونو
ساتو ريوتا في دور فوكازاوا شيقيرو
شاكو يوميكو في دور موراسي يوكو
اويدا تاتسويا في دور امياما كونيياسو

## بعد العرض
نسبة المشاهدة
- الحلقة الأولى : 16.3 %
- الحلقة الثانية : 11.2 %
- الحلقة الثالثة : 9.4 %
- الحلقة الرابعة : 9.9 %
- الحلقة الخامسة : 10.9 %
- الحلقة السادسة : 9.3 %
- الحلقة السابعة : 10.9 %
- الحلقة الثامنة : 8.9 %
- الحلقة التاسعة : 9.3 %
- الحلقة العاشرة : 8.8 %
- الحلقة الحادية عشر : 10.5 %
- متوسط نسبة المشاهدة : 10.4 %

## وصلات خارجية
- كونكاتسو !  في قاعدة بيانات الأفلام على الإنترنت (بالإنجليزية)